# ميشيل برنارد
ميشيل برنارد (بالفرنسية: Michel Bernard)‏‏ (31 ديسمبر 1931 - 14 فبراير 2019 ) منافس ألعاب قوى من فرنسا.

## الجوائز
- نيشان جوقة الشرف من رتبة ضابط
- وسام جوقة الشرف من رتبة فارس

## روابط خارجية
- ميشيل برنارد على موقع الاتحاد الدولي لألعاب القوى (الإنجليزية)
- ميشيل برنارد على موقع الاتحاد الفرنسي لألعاب القوى (الفرنسية)
- ميشيل برنارد على موقع رابطة إحصائيات سباق الطريق (الإنجليزية)
- ميشيل برنارد على موقع اللجنة الأولمبية الدولية (الإنجليزية)
- ميشيل برنارد على موقع أوليمبيديا (الإنجليزية)